# كوري ديلون
كوري ديلون (بالإنجليزية: Corey Dillon)‏ هو لاعب كرة قدم أمريكية أمريكي، ولد في 24 أكتوبر 1974 في سياتل في الولايات المتحدة.

## وصلات خارجية
- كوري ديلون على موقع إي إس بي إن.كوم (أن.أف.أل)3
- كوري ديلون على موقع مرجع كرة القدم المحترفة.كوم (الإنجليزية)